# Mrtvaška
Mrtvaška (sreće se i naziv Martvaška) je rt i uvala na jugoistoku otoka Lošinja. Isplovljavanjem se ulazi u Ilovički kanal.
Uvala Mrtvaška je od starih vremena mjesto u kojoj se nalazila lučica, koja je služila kao mjesto isplovljavanja za i uplovljavanja iz Ilovika. Od kraja 20. stoljeća lučica se ponovno uvelike koristi za pristajanje. Naime, od Malog Lošinja do uvale Mrtvaška asfaltirana je cesta, a od Ilovika postoji taksi služba. Usto, lučica se koristi i kao izletničko mjesto i neuređeno kupalište.
Lučica je samo za vezove, zabranjeno je sidrenje.